# Kollegiatstift St. Wolfgang

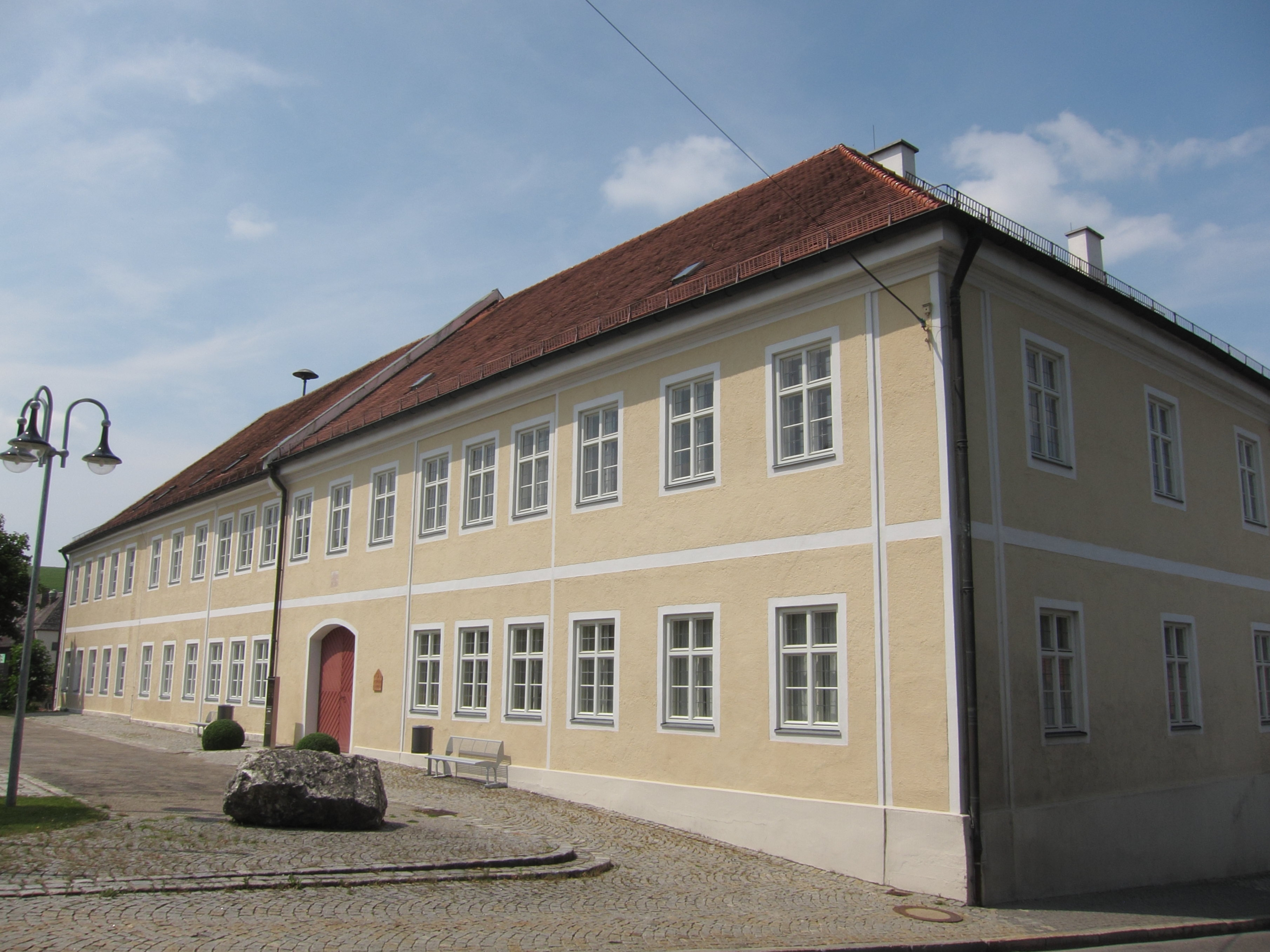
Ehemaliges Kollegiatstift Sankt Wolfgang

St. Wolfgang war ein Kollegiatstift in Sankt Wolfgang in Bayern in der Diözese Freising.

## Geschichte
Im 15. Jahrhundert blühte die Wallfahrt zum „Wolfgangsbrunnen“ auf, dem Ort, an dem der heilige Wolfgang von Regensburg der Legende nach um 975 den Ort Sankt Wolfgang gründete. Ritter Sigmund von Fraunberg erweiterte die dortige Kapelle um 1460 und wollte 1480 an dieser Kirche ein Kollegiatstift mit einem Propst, vier Kanonikern und einem Schulleiter errichten. Trotz der Erlaubnis von Papst Sixtus IV. scheiterte die Errichtung am Widerstand des Kollegiatstiftes Isen, das um Einfluss fürchtete. Später, im Jahr 1579, versuchte der bayerische Herzog Albrecht V. erneut ein Stift zu errichten, was jedoch mangels Stiftsgebäuden wieder nicht gelang.
Wiederum 250 Jahre später, im Jahr 1724, griff der vermögende Pfarrer Kaspar Fiechtner von Schwindau den Gedanken wieder auf. Ihm gelang die Einrichtung der Stiftung, deren Auflösung aber 1803 im Zuge der Säkularisation erfolgte. Die Kirche wurde Pfarrkirche, das Stiftsgebäude Pfarrhof, später Gemeindeverwaltung und Rathaus. Im Frühjahr 2005 wurde der Bau stilgerecht grundlegend renoviert.

### Reihe der Pröpste
Quelle
1. Josef Ignaz von Unertl, 1738–1759
2. Ferdinand Guidobald Graf von Spaur, 1759–1772
3. Joseph Anton Graf von Koenigsfeld, 1772–1785
4. Franz Xaver von Mutschelle, 1785–1791
5. Hugo Damian Graf von Lehrbach, 1781–1803